# Henri Fayol

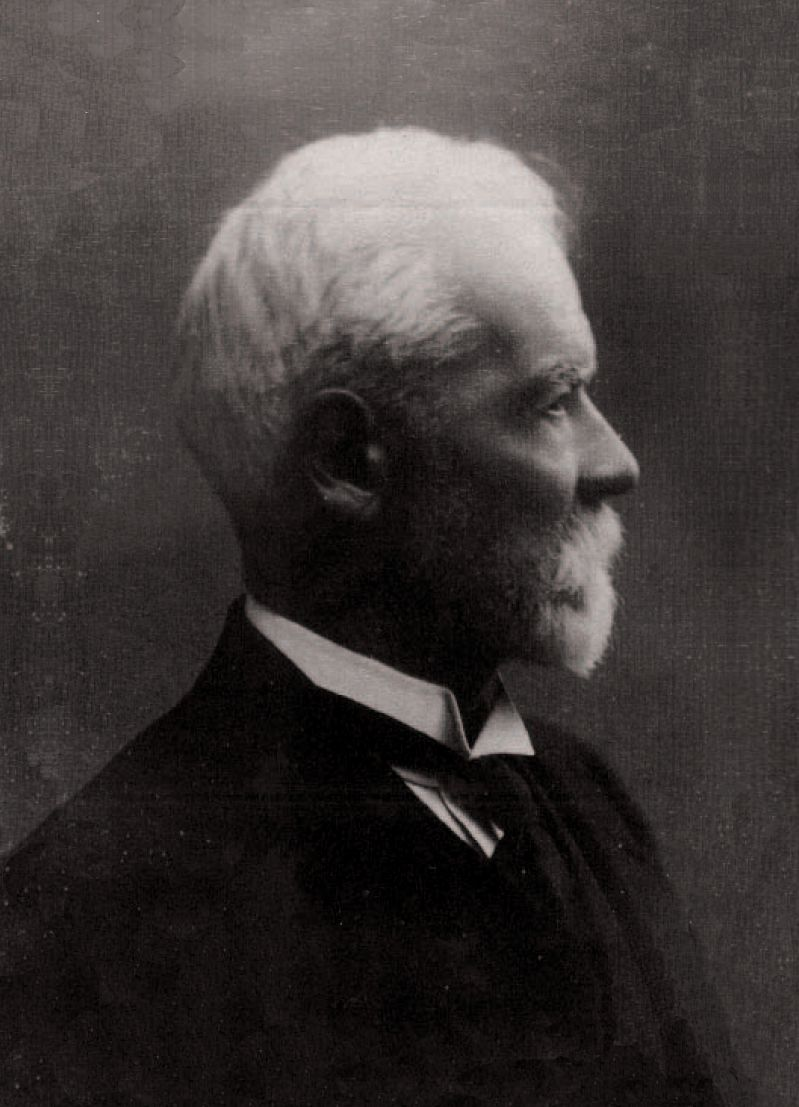
Henri Fayol

Henri Fayol (ur. 1841 w Stambule, zm. 1925 w Paryżu) – francuski inżynier. Był twórcą podstawowej nauki administracji, stworzył „kładkę Fayola” oraz sformułował 14 zasad zarządzania

## Życiorys
Ukończył École nationale supérieure des mines de Saint-Étienne. 
Przez całe swoje zawodowe życie pracował w przedsiębiorstwie górniczym Société de Commentry, Fourchambault et Decazeville.

## 14 zasad zarządzania Fayola
1. Podział pracy – większa i lepsza produkcja dzięki specjalizacji czynności i rozgraniczeniu funkcji.
2. Autorytet – władza oparta na akceptacji przez tych, którzy tej władzy podlegają (autorytet formalny – stanowisko, autorytet osobisty – wypracowany).
3. Dyscyplina – posłuszeństwo, pracowitość, itd. Przestrzegane w stosunkach między przedsiębiorcą a pracownikami.
4. Jedność rozkazodawstwa – każdy pracownik powinien mieć tylko jednego przełożonego, od którego otrzymuje polecenia i któremu relacjonuje wykonanie poleceń. Zasada ta wymaga od niego wiele uniwersalizmu. Aby go wspomóc Fayol zaproponował tworzenie sztabów dowodzeń złożonych ze specjalistów (chorujących na brak władzy). Z jednością rozkazodawstwa wiąże się rozpiętość kierowania – jest to liczba podwładnych, którzy są podporządkowani bezpośrednio jednemu przełożonemu.
5. Jednolitość kierownictwa – w każdym zespole (organizacji) powinien być jeden szef i jeden plan realizowany przez wszystkich.
6. Podporządkowanie interesu osobistego interesowi ogółu → z zastrzeżeniem, że najlepiej godzić te dwa interesy.
7. Wynagrodzenie – sprawiedliwe – nagradzające pracownika i motywujące go do dalszej pracy. Zadowalające go, ale nie przesadnie wysokie.
8. Centralizacja – stan lub proces. Stan jest to sytuacja, w której większość decyzji podejmowane jest na najwyższych szczeblach. Proces – przyjmowanie uprawnień decyzyjnych szczebli niższych przez wyższe.
9. Hierarchia – przełożeni i podwładni. Określa on też wynikającą z hierarchii drogę służbową, czyli ściśle wyznaczoną kolejność komunikowania się „w pionie”. Jej stosowanie jest niezbędne do zapewnienia jedności rozkazodawstwa. Zazwyczaj czas tego komunikowania się jest bardzo długi, więc niekiedy można go skrócić stosując tzw. kładkę Fayola. Polega ona na upoważnieniu, w wyniku porozumienia szefów, podwładnych do dogadywania się między sobą, ale muszą informować szefa o treści uzgodnienia.
10. Ład – zapewnienia właściwego miejsca dla każdej rzeczy i człowieka w organizacji.
11. Ludzkie traktowanie pracowników.
12. Stabilizacja personelu – pracownicy mogą osiągnąć biegłość w wykonywaniu zadań.
13. Inicjatywa – przełożony powinien częściowo rezygnować ze swoich ambicji, aby jego podwładni mogli podejmować inicjatywę.
14. Harmonijne zgranie personelu – współpraca.

## Funkcje przedsiębiorstw według Fayola
- techniczne (produkcja)
- handlowe (kupno, sprzedaż, wymiana)
- finansowe (poszukiwanie kapitałów i obrót nimi)
- ubezpieczeniowe (ochrona majątku i osób)
- rachunkowe (inwentaryzacja, bilanse, koszty)
- administracyjne

## Funkcje administracyjne (inaczej zarządzania) według Fayola
- przewidywanie
- organizowanie
- rozkazywanie
- koordynowanie
- kontrolowanie

## Piramida uzdolnień
Fayol ustalił, że każda grupa czynności w przedsiębiorstwie wymaga innych uzdolnień. W zależności od szczebla w strukturze organizacyjnej i wielkości organizacji wymagana jest różna mieszanka kwalifikacji.
Zdolności możemy podzielić na:
- techniczne
- społeczne
- poznawcze (intelektualne)

Im niższy szczebel w organizacji, tym ważniejsze są umiejętności techniczne. Im wyżej tym ważniejsze są umiejętności społeczne.